# Rumkolonisering
Rumkolonisering (også kaldet rumkolonisation) er begrebet hvorom mennesker lever og bor udenfor jorden – f.eks. i rummet og på månen og andre planeter uden at få bragt forsyninger fra jorden.
Det er et større tema i science-fiction, såvel som et langsigtet mål for flere forskellige nationale rumprogrammer.

## Kan mennesker bosætte sig på andre planeter?
Man kan ikke forvente at mennesker kan tåle at spise planter og dyr fra en fremmed planet, da vi ikke under vores udvikling er blevet udsat for noget sådant. Man må derfor enten skabe noget nyt som minder om mennesker eller udrydde planetens oprindelige organismer og erstatte dem med organismer fra jorden. En sidste mulighed er at pode alle nye planeter med jordisk liv, så de fra starten udvikler sig til noget som vi måske kan spise. Det er teoretisk muligt at vi selv stammer fra organismer som andre har podet jorden med for milliarder af år siden. (se også panspermi.)